# Valdo Filho
Valdo Cândido de Oliveira Filho (Siderópolis, 12 gennaio 1964) è un allenatore di calcio ed ex calciatore brasiliano, di ruolo centrocampista.

## Carriera

### Club
La carriera di Valdo inizia nelle giovanili del Figueirense, squadra di Florianópolis, nella quale non debutta mai in prima squadra. Nel 1984 passa al Grêmio, nel quale esplode segnando 18 reti in 96 presenze, guadagnandosi la nazionale e il trasferimento in Europa, al Benfica. In Portogallo vince due campionati portoghesi nel 1989 e nel 1991, riscuotendo successi importanti anche in campo internazionale.

Valdo in azione con la maglia del PSG sul campo della nella semifinale di andata della Coppa UEFA 1992-1993

Nel 1991 il Paris Saint-Germain acquista il calciatore brasiliano, mantenendolo in squadra fino al 1995; durante il periodo in Francia Valdo vince una Ligue 1 e una coppa di Francia, rispettivamente nel 1994 e 1993. Dal 1993 al 1995 disputa tre semifinali consecutive nelle coppe europee (due di Coppa UEFA e una di UEFA Champions League). Nel 1995 torna al Benfica, con cui si aggiudica un altro campionato nazionale e una Coppa del Portogallo, seguita dalla Supercoppa del Portogallo nel 1996.
Nel 1998 torna in Brasile, a 34 anni, al Cruzeiro Esporte Clube. Anche qui i successi non mancano, con il Campionato Mineiro vinto nel 1998 e la Recopa Sudamericana e la Copa Centro-Oeste vinte nel 1999. Nel 2000 e nel 2001 arrivano due brevi esperienze al Santos e allo Sport Recife. Nella stagione 2001-2002 Valdo è all'Atlético Mineiro, dove gioca 23 partite segnando una volta. Nella sua ultima stagione, la 2003-2004, Valdo è al Botafogo, dove si ritira il 19 dicembre 2004.

### Nazionale
In nazionale di calcio brasiliana Valdo arriva a 22 anni, nel 1986, quando viene convocato per Messico 1986. In seguito partecipa a Seul 1988 vincendo la medaglia d'argento, e nel 1989 vince la Copa América. La sua ultima competizione ufficiale è Italia 1990. La sua esperienza in nazionale si chiude nel 1993 con 65 presenze e 6 reti segnate.

## Palmarès

### Giocatore

#### Club

##### Competizioni statali
- Campionato Gaúcho: 6

Gremio: 1985, 1986, 1987
- Campionato Mineiro: 1

Cruzeiro: 1998

##### Competizioni nazionali
- Campionato portoghese: 2

Benfica: 1988-1989, 1990-1991
- Coppa del Portogallo: 1

Benfica: 1996
- Supercoppa di Portogallo: 1

Benfica: 1996
- Campionato francese: 1

PSG: 1993-1994
- Coppa di Francia: 1

PSG: 1992-1993
- Copa Centro-Oeste: 1

Cruzeiro: 1999

##### Competizioni internazionali
- Recopa Sudamericana: 1

Cruzeiro: 1999

#### Nazionale
- Coppa Stanley Rous: 1

1987
- Giochi panamericani: 1

Indianapolis 1987
- Argento olimpico: 1

Seul 1988
- Coppa America: 1

1989